# José Canova
José Canova Hernández (Pisco, Provincia de Pisco, Perú, 30 de septiembre de 1992) es un futbolista peruano, Juega como defensa central y su equipo actual es Santos de la Liga 2 de Perú. Tiene 32 años.

## Trayectoria
José Canova nació en Pisco. Entre 2006 y 2009 jugó en el "Club Frontera" de su ciudad natal.

### Alianza Lima
En 2010 se integró al plantel de reserva de Alianza Lima. Ese año, también fue parte del plantel que disputó la primera edición de la Copa Libertadores Sub-20.
Su debut en Primera División se produjo el 4 de diciembre de 2011. Aquel día, por la última fecha del Campeonato Descentralizado, jugó de titular como lateral derecho en la victoria de Alianza ante Sport Boys por 3-0. Al siguiente año jugó la Copa Libertadores 2012.

### Universidad San Martin
En el 2015 llegó a la Universidad San Martín, compartiendo equipo con el seleccionado nacional Aldo Corzo.

### Universidad Cesar Vallejo
En el 2016 jugó la Copa Libertadores 2016 con el Universidad César Vallejo enfrentando al Sao Paulo jugando el partido de vuelta. Finalmente descendió de categoría con el elenco trujillano.

### Sport Rosario
Firmó por todo el 2017 por el recién ascendido Sport Rosario, consiguiendo una histórica clasificación a la Copa Sudamericana 2018. A fin de temporada renovó por un año más. Jugó la Copa Sudamericana 2018, perdiendo en primera ronda contra Club Atlético Cerro. Debido a problemas económicos rescindió su contrato. 

### Real Garcilaso
A mitad de año ficha por Real Garcilaso teniendo buenas actuaciones que lo valieron renovar por  todo el 2019 con el elenco imperial para la Copa Libertadores. Fue parte del equipo que jugó la Copa Libertadores 2019, siendo eliminado en primera ronda por Deportivo la Guaira.
En el 2022 desciende con el Carlos Stein, al quedar último puesto en la tabla acumulada.

### Comerciantes Unidos
En el 2023 es campeón de la Liga 2 con el Comerciantes Unidos al quedar primero en la tabla acumulada, por lo cual conseguiría el ascenso a la Liga 1.

## Selección nacional
Fue convocado por primera vez a la selección peruana para el amistoso del 15 de agosto de 2012 ante Costa Rica.

## Clubes
| Club                      | País | Año       |
| ------------------------- | ---- | --------- |
| Alianza Lima              | Perú | 2011-2014 |
| Universidad de San Martín | Perú | 2015      |
| Universidad César Vallejo | Perú | 2016      |
| Sport Rosario             | Perú | 2017-2018 |
| Real Garcilaso            | Perú | 2018-2019 |
| Alianza Universidad       | Perú | 2020-2021 |
| Alfonso Ugarte            | Perú | 2022      |
| Comerciantes Unidos       | Perú | 2023      |
| Academia Cantolao         | Perú | 2024      |
| Santos                    | Perú | 2025 -    |

## Palmarés

### Campeonatos nacionales
| Título                        | Club                | País | Año  |
| ----------------------------- | ------------------- | ---- | ---- |
| Torneo de Promoción y Reserva | Alianza Lima        | Perú | 2011 |
| Torneo del Inca               | Alianza Lima        | Perú | 2014 |
| Liga 2                        | Comerciantes Unidos | Perú | 2023 |